# Ново-Булгари
Ново-Булгари (рос. Ново-Булгары, тат. Яңа Болгар) — село у Ікрянинському районі Астраханської області Російської Федерації.
Населення становить 538 осіб. Входить до складу муніципального утворення Ново-Булгаринська сільрада.

## Історія
Населений пункт розташований на території українського етнічного та культурного краю Жовтий Клин. Від 1925 року належить до Ікрянинського району.
Заснований татарськими переселенцями з Казані та Уфи у 1917 році.
Згідно із законом від 6 серпня 2004 року органом місцевого самоврядування є Ново-Булгаринська сільрада.

## Населення
| 2002 | 2010 | 2012 | 2013 | 2014 | 2015 | 2016 |
| ---- | ---- | ---- | ---- | ---- | ---- | ---- |
| 528  | ↘489 | ↗500 | ↗514 | ↗523 | ↗535 | ↘532 |
| 2017 |      |      |      |      |      |      |
| ↗538 |      |      |      |      |      |      |

Основне населення - татари (51,3%).